# قائمة مجلات سورية
مجلات سورية
- مجلة أسامة.
- مجلة الإذاعة السورية.
- مجلة إف 1.
- طبيبك (مجلة).
- مجلة أيام الأسرة.
- مجلة نيلوفر.
- شبابلك.
- مجلة أبولودور